# Околиште (Сврљиг)
Околиште је насеље у Србији у општини Сврљиг у Нишавском округу. Према попису из 2022. било је 39 становника (према попису из 2002. било је 141 становника).

## Демографија
У насељу Околиште живи 39 пунолетних становника, а просечна старост становништва износи 65,7 година (63,4 код мушкараца и 68,6 код жена). У насељу има 24 домаћинства, а просечан број чланова по домаћинству је 1,63.
Ово насеље је великим делом насељено Србима (према попису из 2002. године), а у последња три пописа, примећен је пад у броју становника.
|  |

| Демографија | Демографија | Демографија |
| Година      | Становника  | Становника  |
| ----------- | ----------- | ----------- |
| 1948.       | 561         |             |
| 1953.       | 580         |             |
| 1961.       | 521         |             |
| 1971.       | 432         |             |
| 1981.       | 298         |             |
| 1991.       | 237         | 237         |
| 2002.       | 141         | 141         |
| 2011.       | 92          |             |
| 2022.       | 39          |             |

| Етнички састав према попису из 2002.‍ | Етнички састав према попису из 2002.‍ | Етнички састав према попису из 2002.‍ | Етнички састав према попису из 2002.‍ | Етнички састав према попису из 2002.‍ |
| ------------------------------------ | ------------------------------------ | ------------------------------------ | ------------------------------------ | ------------------------------------ |
|                                      |                                      |                                      |                                      |                                      |
| Срби                                 | Срби                                 |                                      | 136                                  | 96,45%                               |
| Роми                                 | Роми                                 |                                      | 5                                    | 3,54%                                |
| непознато                            | непознато                            |                                      | 0                                    | 0,0%                                 |

| Година пописа     | 1948. | 1953. | 1961. | 1971. | 1981. | 1991. | 2002. |
| ----------------- | ----- | ----- | ----- | ----- | ----- | ----- | ----- |
| Број домаћинстава | 112   | 108   | 117   | 112   | 84    | 79    | 61    |

| Број чланова      | 1  | 2  | 3 | 4 | 5 | 6 | 7 | 8 | 9 | 10 и више | Просек |
| ----------------- | -- | -- | - | - | - | - | - | - | - | --------- | ------ |
| Број домаћинстава | 17 | 26 | 8 | 6 | 2 | 1 | 0 | 1 | 0 | 0         | 2,31   |

| Пол    | Укупно | Неожењен/Неудата | Ожењен/Удата | Удовац/Удовица | Разведен/Разведена | Непознато |
| ------ | ------ | ---------------- | ------------ | -------------- | ------------------ | --------- |
| Мушки  | 69     | 13               | 45           | 11             | 0                  | 0         |
| Женски | 70     | 2                | 46           | 20             | 2                  | 0         |
| УКУПНО | 139    | 15               | 91           | 31             | 2                  | 0         |

| Пол    | Укупно                    | Пољопривреда, лов и шумарство | Рибарство                            | Вађење руде и камена | Прерађивачка индустрија       |
| ------ | ------------------------- | ----------------------------- | ------------------------------------ | -------------------- | ----------------------------- |
| Мушки  | 58                        | 55                            | 0                                    | 0                    | 3                             |
| Женски | 55                        | 52                            | 0                                    | 0                    | 2                             |
| УКУПНО | 113                       | 107                           | 0                                    | 0                    | 5                             |
| Пол    | Производња и снабдевање   | Грађевинарство                | Трговина                             | Хотели и ресторани   | Саобраћај, складиштење и везе |
| Мушки  | 0                         | 0                             | 0                                    | 0                    | 0                             |
| Женски | 0                         | 0                             | 0                                    | 0                    | 0                             |
| УКУПНО | 0                         | 0                             | 0                                    | 0                    | 0                             |
| Пол    | Финансијско посредовање   | Некретнине                    | Државна управа и одбрана             | Образовање           | Здравствени и социјални рад   |
| Мушки  | 0                         | 0                             | 0                                    | 0                    | 0                             |
| Женски | 0                         | 1                             | 0                                    | 0                    | 0                             |
| УКУПНО | 0                         | 1                             | 0                                    | 0                    | 0                             |
| Пол    | Остале услужне активности | Приватна домаћинства          | Екстериторијалне организације и тела | Непознато            | Непознато                     |
| Мушки  | 0                         | 0                             | 0                                    | 0                    | 0                             |
| Женски | 0                         | 0                             | 0                                    | 0                    | 0                             |
| УКУПНО | 0                         | 0                             | 0                                    | 0                    | 0                             |